# Sadyr Dżaparow
Sadyr Nurgodżojewicz Dżaparow (kirg. Садыр Нургожоевич Жапаров, ur. 6 grudnia 1968 w Keng-Suu) – kirgiski polityk, były deputowany do Rady Najwyższej, od 10 października do 14 listopada 2020 premier Kirgistanu, od 15 października do 14 listopada 2020 pełniący obowiązki prezydenta, od 28 stycznia 2021 prezydent Kirgistanu.

## Życiorys
W 1986 wstąpił do Kirgiskiej Narodowej Akademii Kultury Fizycznej i Sportu. W latach 1987–1989 odbywał służbę w Armii Radzieckiej, gdzie służył w Nowosybirsku jako dowódca w oddziale telekomunikacyjnym. Po zakończeniu służby w wojsku powrócił do nauki w akademii, którą ukończył w 1991. W 2006 został absolwentem prawa na Kirgisko-Rosyjskim Uniwersytecie Słowiańskim im. Borysa Jelcyna w Biszkeku.
Karierę polityczną rozpoczął po tulipanowej rewolucji w 2005. W marcu 2005 został deputowanym do Rady Najwyższej. Był bliskim współpracownikiem i doradcą prezydenta Kurmanbeka Bakijewa, obalonego w wyniku rewolucji z 2010. Dżaparow wystartował w wyborach parlamentarnych z października 2010, z ramienia partii Ata-Dżurt, zdobywając ponownie mandat deputowanego. W 2012 kierował nacjonalizacją kopalni złota Kumtör w obwodzie issykkulskim, co spowodowało jego proces sądowy i skazanie w marcu 2013 na półtora roku więzienia. Dżaparow został zwolniony w czerwcu 2013. Po zwolnieniu, 27 czerwca 2013 miał kierować uprowadzeniem Emiłbeka Kaptagajewa, w wyniku czego zbiegł na Cypr, skąd powrócił do Kirgistanu w 2017. Za udział w rzekomym porwaniu Kaptagajewa został skazany na 11 lat i 6 miesięcy więzienia.
W październiku 2020 w wyniku protestów społecznych przeciwko wynikom wyborów parlamentarnych, Dżaparow został zwolniony z więzienia, a następnie objął funkcję premiera i tymczasowego prezydenta.
10 stycznia 2021 w wyborach prezydenckich został wybrany prezydentem Kirgistanu z wynikiem 79% głosów. 28 stycznia 2021 objął urząd prezydenta Kirgistanu.

## Życie prywatne
Dżaparow jest żonaty z Ajgul Dżaparową, z d. Asanbajewą, która jest od niego młodsza o pięć lat. Mają czwórkę dzieci, a ich najstarszy syn Dastan, zginął 26 sierpnia 2019 od obrażeń odniesionych w wypadku samochodowym. Gdy odsiadywał wyrok, zmarli jego rodzice, ojciec w październiku 2017, a matka w marcu 2019.